# سرخس بادکنکی کوهی
سرخس بادکنکی کوهی (نام علمی: Cystopteris montana) نام یک گونه از سرده سرخس بادکنکی است.